# Giorgi Latsabidze
Giorgi Latso (Latsabidze) გიორგი ლაცაბიძე (Tbilisi, 15 aprile 1978) è un pianista e compositore georgiano naturalizzato statunitense.
Pianista dotato di vigoroso virtuosismo, è uno specialista del repertorio Romanticismo, apprezzato interprete di Fryderyk Chopin, Franz Liszt e Claude Debussy.  Latso è uno dei più giovani pianisti ad aver suonato e registrato dal vivo i 24 Studi di Chopin ed i 24 Preludi, nonché l'integrale dei 12 Studi d'esecuzione trascendentale di Franz Liszt ed i 12 Préludes (Libro 2) di Claude Debussy. 
Vive a Los Angeles

## Biografia

### Infanzia
Il padre, Irakli Latsabidze, e la madre, Medea Latsabidze, lavoravano entrambi per una società di ingegneria. Sebbene non provenisse da una famiglia di musicisti, Giorgi Latso venne ben presto avviato allo studio della musica, iniziò a suonare il piano a 5 anni e diede il suo primo concerto in pubblico all'età di 10.

### Carriera artistica
Una borsa di studio della Presidenza della Repubblica Georgiana permise gli studi iniziali di Latso presso il Conservatorio di Stato di Tbilisi dal 1996 al 2001 con i professori Russudan Chodzava.  Durante il periodo 2002-2009 studiò con Gerrit Zitterbart al Hannover Hochschule für Music und Theater (Hannover), con Klaus Kaufmann al Mozarteum (Salisburgo), con Lazar Berman (Firenze). Nel 2010 Latso ha conseguito il dottorato in Musical Arts presso la Thornton School of Music della University of Southern California con Stewart Gordon.
Latso si è esibito in moltissimi dei principali festival, tra i quali si possono citare quelli di Salisburgo, Vienna, Berlino, Mannheim, Firenze, Lisbona, Pechino, Honolulu, l'Arturo Benedetti Michelangeli International Piano Festival ed il Monte-Carlo Masters Piano, ed ha eseguito concerti in tutto il mondo.

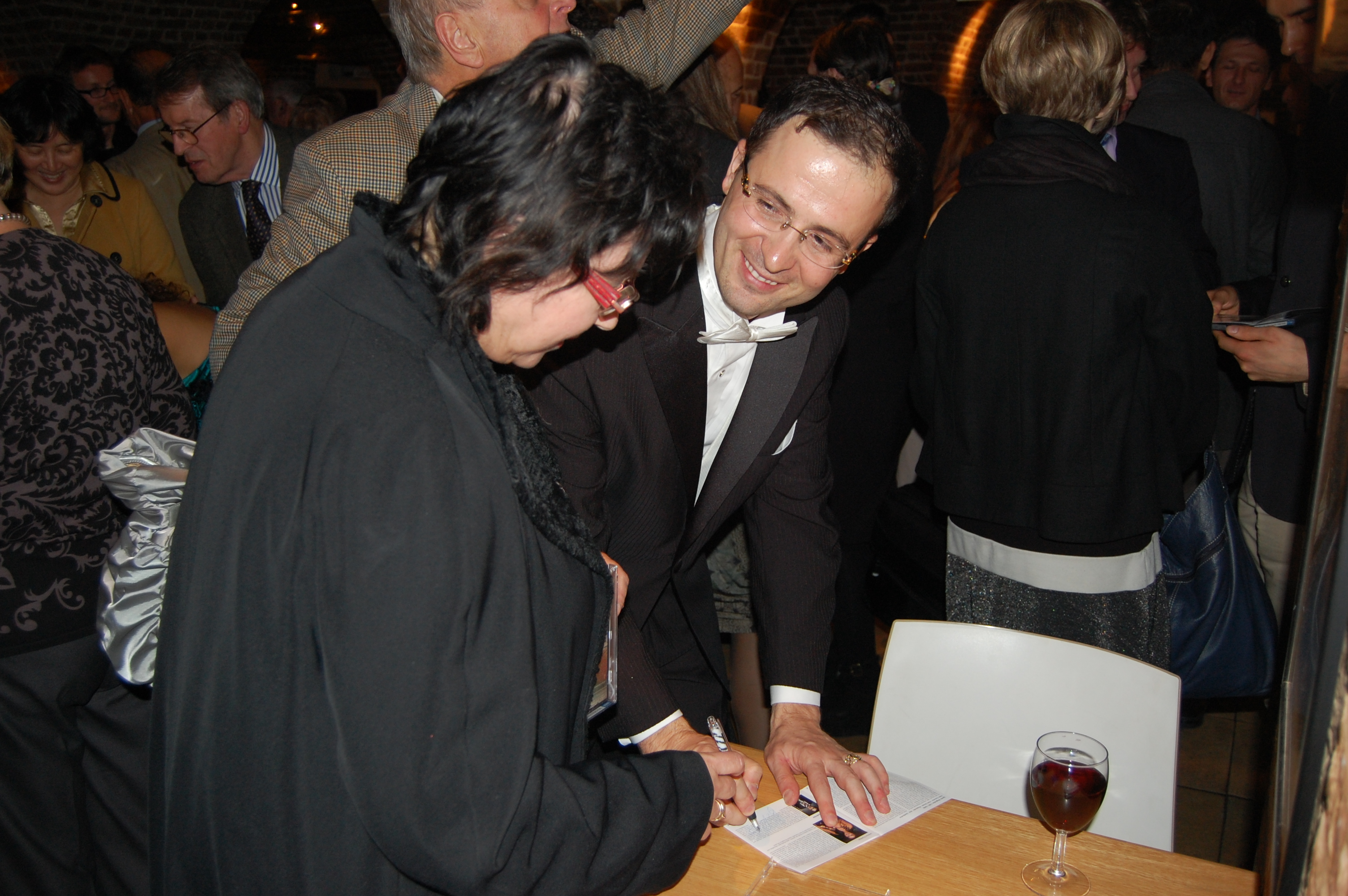
Giorgi Latso firma i CD dopo lo spettacolo al St John's Square Concert Hall a Londra, 2012

Nel 1990 vinse il Concorso per giovani pianisti a Tbilisi. Primo premio al prestigioso Concorso Internazionale Ennio Porrino (Cagliari, 1998); Concorso Internatioinale Nikolaj Grigor'evič Rubinštejn (Paris, 1999);  Concorso Internatioinale Yehudi Menuhin (Salisburgo, 2005); Concorso Internatioinale “Young Artists” (Los Angeles, 2006);  Contessa Marion Hedda Ilse Gräfin von Dönhoff Award (Berlin, 2002); il Premio del Presidente georgiano nel 1999/2002; la borsa di studio per la musica della filantropa americana Carol Hogel(2008); il premio Principessa Maria Aglaë Liechtenstein(2009);
Fino ad oggi, Latso ha inciso i 24 Studi di Fryderyk Chopin (Tbilisi,2002) e 12 Studi d'esecuzione trascendentale di Franz Liszt (Honolulu, Hawaii Convention Center, 2007) e 12 Preludes (II) di Claude Debussy (Los Angeles, Alfred Newman Concert Hall, 2009)
La sua esecuzione del Concerto n. 5 “Imperatore” di Beethoven presso la WUK Kulturhaus è stata così descritta dalla stampa austriaca, "... un pianista tecnicamente brillante intriso di un lirismo struggente e genuina profondità." L'England Rhinegold Classical Magazine ha definito la sua registrazione dei Préludes di Debussy, "... straordinaria immaginazione e un tono musicale raramente sentito."

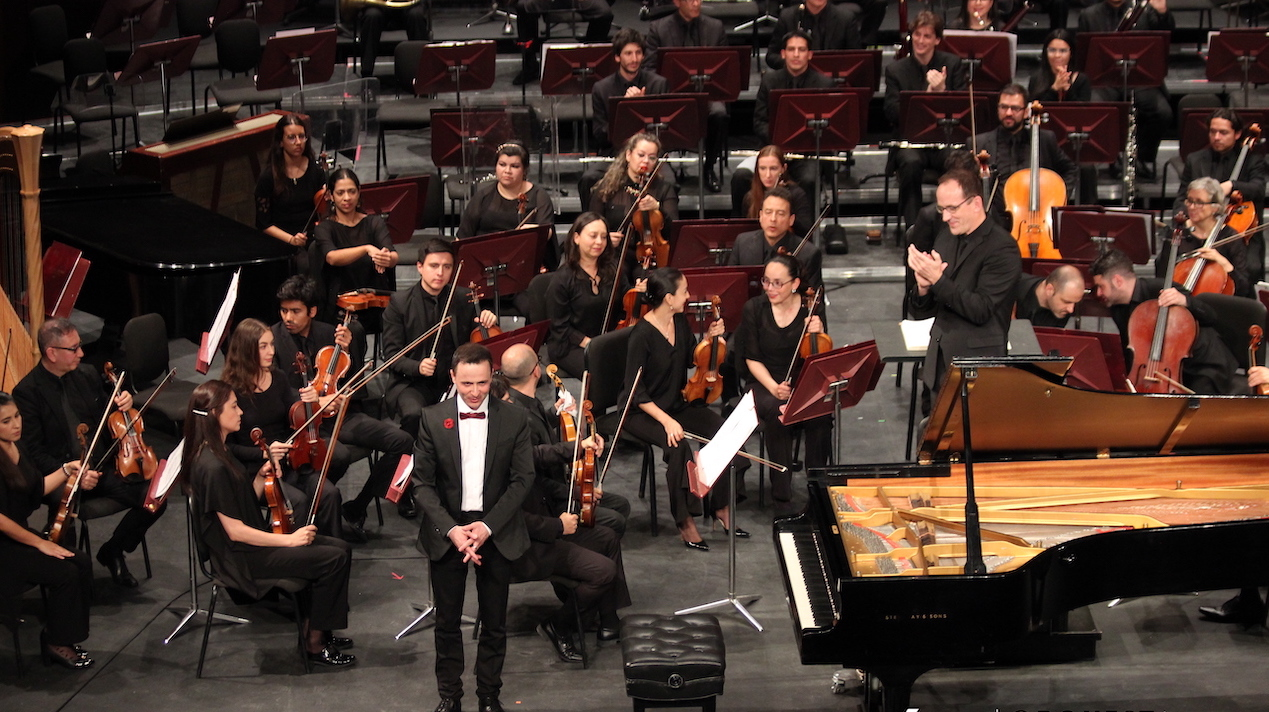
Bogotà, Teatro Colón, Orchestra Sinfonica di Colombia, 2020

Latso ha composto la musica del film Waltz-Fantasy vincendo un premio per la colonna sonora al Festival del Cinema di Bologna in Italia (2000). Le sue composizioni più recenti comprendono Variations on the Theme of J.S. Bach e Cyber Moment per violino e pianoforte.
Nel giugno 2011 Latsabidze ha dato un concerto di beneficenza presso il Triesner Guido-Feger Concert Hall con il patrocinio di Sua Altezza Serenissima Principessa Marie Aglaë del Liechtenstein. Questo evento ha proposto il ciclo di 24 Preludi di F. Chopin, Op. 28 e la Kreisleriana di R. Schumann. Il Volksblatt Press ha scritto: "All'interno del repertorio romantico si può con piena giustificazione chiamarlo un pianista magnifico ed un mago dalla tecnica impeccabile". 
Performance dei suoi concerti sono state trasmesse per radio e televisione negli USA, Europa, Asia ed altri continenti.
Giorgi Latso ha registrato un CD dell'intero repertorio per violino e piano del compositore ebreo di origine tedesco-polacca Ignatz Waghalter per l'etichetta Naxos Records, con la London Royal Philharmonic Orchestra (RPO) e la violinista Irmina Trynkos. Ha fatto il suo spettacolo di debutto alla rinomata Wigmore Hall di Londra nel 2010 e alla Philharmonie Berlin a Berlino nel 2012.
Il nome di Latso risulta nella sessantacinquesima edizione edita nel 2011 di "Who's Who" in America e "Who's Who" in "American Arts". Fin dal 2011 Latso è Membro Onorario della "Pi Kappa Lambda American Honor Society", organizzazione ufficialmente riconosciuta a livello mondiale.
Nel 2012 Giorgi Latso è stato ufficialmente invitato da Sua Santità Papa Benedetto XVI presso la Sua residenza di Città del Vaticano, per interpretare il Concerto per pianoforte e orchestra n. 21 di Mozart con l'orchestra dei Wiener Philharmoniker
nella Basilica di Santa Maria Maggiore a Roma.

### Repertorio
Il suo repertorio, analizzato in dettaglio, comprende le opere di Johann Sebastian Bach, Wolfgang Amadeus Mozart, Ludwig van Beethoven, Sergei Rachmaninoff, Robert Schumann, Johannes Brahms, Pëtr Il'ič Čajkovskij, Modest Petrovič Musorgskij, Sergei Prokofiev, Igor' Fëdorovič Stravinskij e Claude Debussy.

### Altre attività
Giorgi Latso ha tenuto master classes e concerti in tutta l'Europa centrale e orientale, Asia, Sud America e Stati Uniti. La sua carriera musicale si svolge come pianista e collaborative artist, professore e giurato internazionale. Nel periodo 2007-2010 è stato Presidente dell'USC Chapter del MTNA presso la USC Thornton School of Music di Los Angeles. Ha insegnato presso la University of Southern California, la Azusa Pacific University, ed è docente di pianoforte al Glendale Community College. Alla fine del 2012 è stato nominato Professore di Piano al Conservatorio Prayner di Musica e Arti Drammatiche a Vienna, Austria.

## Discografia
- 2005 – Auf dem Spuren von Wolfgang Amadeus Mozart (Salisburgo K-TV, LLC)
- 2007 - Twilight's Grace
- 2009 – Latsabidze The Recital (Los Angeles, Onward Entertainment, LLC.
- 2010 - Claude Debussy: 12 Préludes. (Book II) - CD & DVD; Los Angeles, LLC.
- 2010 - The IG-Duo performs works by Szymanowski, Brahms, Bizet-Waxman, Latsabidze. - DVD; Wigmore Hall, London. Red Piranha Films LLC.
- 2011: CD/DVD: Frédéric Chopin: 24 Preludes, Op.28; Robert Schumann: Kreisleriana, Op.16. Goyette Records Co.
- 2011: DVD:  Mozart Piano Concerto No. 21in C major, K. 467. Taiwan Production
- 2012: CD: WAGHALTER, I.: Violin Concerto / Rhapsody / Violin Sonata (Royal Philharmonic Orchestra, Trynkos, Latsabidze, A. Walker). Naxos Records Records[11]